# Édouard Bourguignon
Pour les articles homonymes, voir Bourguignon.
Édouard Bourguignon (né le 18 août 1887 et mort à une date inconnue) est un sportif belge.
Il obtient la médaille de bronze olympique dans l'épreuve de tir à la corde en 1920 à Anvers.